# Estenfeld
Estenfeld è un comune tedesco di 4 822 abitanti, situato nel land della Baviera.